# Torero (Film)
Torero ist ein mexikanischer Dokumentarfilm in schwarzweiß von Carlos Velo aus dem Jahr 1956 über den mexikanischen Torero Luis Procuna.

## Inhalt
Der Film beginnt damit, wie Procuna sich 1953 vorbereitet, aus dem Ruhestand wieder in die Stierkampfarena in Mexiko-Stadt zurückzukehren und dabei seine Ängste zu überwinden. Auf der Fahrt spricht der Stierkämpfer über seine Kindheit und Ausbildung. Er erinnert sich an erste Niederlagen und Triumphe, die ihn populär machten. Er reflektiert auch über den Tod Manoletes im Kampf. Der Dokumentarfilm greift auf Nachrichtenfilme über Procunas Stierkämpfe und die anderer Matadore zurück. Einzelne Szenen wurden nachgespielt.

## Hintergrund
Torero war neben einem Film von Manuel Barbachano Ponce der einzige unabhängige Film in der Periode des mexikanischen Films, der sich ansonsten auf kommerzielle Filme konzentrierte.

## Rezeption
Bosley Crowther schätzte 1957 Torero unter all den Filmen der vorangegangenen Jahre  als den besten ein, was nahen Realismus und wie es sei, gegen die Stiere zu kämpfen, betreffe. Indem die Geschichte Luis Procunas erzählt werde, erzähle der Film alles was man wissen müsse über den Schrecken und Triumph, die Zentralfigur mit dem Stier in der Arena zu sein. Das Thema des Films seien die drei Ängste des Stierkampfes – die Angst vor dem Stier, die Angst vor der Menschenmasse und die Angst vor ihm selbst.

## Auszeichnungen und Nominierungen
- 1956 Internationale Filmfestspiele von Venedig: Besondere Erwähnung[3]

- 1956 Internationale Filmfestspiele von Venedig: Goldener Löwe (Nominierung)[3]

- 1957 National Board of Review Award: Top Foreign Films[3]

- 1958 Premio Ariel: Sonderpreis[3]

- 1958 Oscar: Bester Dokumentarfilm (Nominierung)[4]